# Renewi Tour 2023
Renewi Tour 2023 – 18. edycja wyścigu kolarskiego Benelux Tour, która odbyła się w dniach od 23 do 27 sierpnia 2023 na liczącej ponad 734 kilometrów trasie składającej się z 5 etapów i biegnącej z Blankenberge do Bilzen. Impreza kategorii 2.UWT była częścią UCI World Tour 2023.
Przed edycją z 2023 wyścig zmienił nazwę z Benelux Tour na Renewi Tour, nawiązując do nowego sponsora tytularnego imprezy.

## Etapy
| Etap | Data   | Start – Meta            | type                       | Dystans (km) | Zwycięzca etapu  | Lider            |
| ---- | ------ | ----------------------- | -------------------------- | ------------ | ---------------- | ---------------- |
| 1    | 23 sie | Blankenberge – Ardooie  | płaski                     | 182,9        | Jasper Philipsen | Jasper Philipsen |
| 2    | 24 sie | Sluis – Sluis           | jazda indywidualna na czas | 13,6         | Joshua Tarling   | Joshua Tarling   |
| 3    | 25 sie | Aalter – Geraardsbergen | pagórkowaty                | 171,2        | Mike Teunissen   | Tim Wellens      |
| 4    | 26 sie | Beringen – Peer         | płaski                     | 179,4        | Sam Welsford     | Tim Wellens      |
| 5    | 27 sie | Riemst – Bilzen         | pagórkowaty                | 187,3        | Matej Mohorič    | Tim Wellens      |

## Uczestnicy

### Drużyny
| WorldTeams (18)- AG2R Citroën Team - Alpecin-Deceuninck - Astana Qazaqstan Team - Bahrain Victorious - Bora-Hansgrohe - Cofidis - EF Education-EasyPost - Groupama-FDJ - Ineos Grenadiers - Intermarché-Circus-Wanty - Jumbo-Visma - Movistar Team - Soudal Quick-Step - Arkéa-Samsic - Team DSM-Firmenich - Team Jayco AlUla - Lidl-Trek - UAE Team Emirates ProTeams (4)- Bingoal WB - Israel-Premier Tech - Lotto Dstny - Team Flanders-Baloise |
| |

### Lista startowa
| Alpecin-Deceuninck ADC | Alpecin-Deceuninck ADC     | Alpecin-Deceuninck ADC |
| ---------------------- | -------------------------- | ---------------------- |
| Nr                     | Kolarz                     | Miejsce                |
| 1                      | Jasper Philipsen (BEL)     | 35.                    |
| 2                      | Silvan Dillier (SUI)       | DNF-4                  |
| 3                      | Søren Kragh Andersen (DEN) | 10.                    |
| 4                      | Senne Leysen (BEL)         | 96.                    |
| 5                      | Xandro Meurisse (BEL)      | DNS-4                  |
| 6                      | Jonas Rickaert (BEL)       | 98.                    |
| 7                      | Gianni Vermeersch (BEL)    | DNS-5                  |

| Jumbo-Visma TJV | Jumbo-Visma TJV           | Jumbo-Visma TJV |
| --------------- | ------------------------- | --------------- |
| Nr              | Kolarz                    | Miejsce         |
| 11              | Olav Kooij (NED)          | 60.             |
| 12              | Edoardo Affini (ITA)      | 92.             |
| 13              | Tobias Foss (NOR)         | 27.             |
| 14              | Lennard Hofstede (NED)    | 128.            |
| 15              | Tosh Van der Sande (BEL)  | 73.             |
| 16              | Mick van Dijke (NED)      | 71.             |
| 17              | Jos van Emden (NED) (ITT) | 113.            |

| Soudal Quick-Step SOQ | Soudal Quick-Step SOQ      | Soudal Quick-Step SOQ |
| --------------------- | -------------------------- | --------------------- |
| Nr                    | Kolarz                     | Miejsce               |
| 21                    | Kasper Asgreen (DEN) (ITT) | 101.                  |
| 22                    | Tim Declercq (BEL)         | 25.                   |
| 23                    | Yves Lampaert (BEL)        | 3.                    |
| 24                    | Tim Merlier (BEL)          | 64.                   |
| 25                    | Florian Sénéchal (FRA)     | 18.                   |
| 26                    | Bert Van Lerberghe (BEL)   | 62.                   |
| 27                    | Stan Van Tricht (BEL)      | DNF-5                 |

| Intermarché-Circus-Wanty ICW | Intermarché-Circus-Wanty ICW | Intermarché-Circus-Wanty ICW |
| ---------------------------- | ---------------------------- | ---------------------------- |
| Nr                           | Kolarz                       | Miejsce                      |
| 31                           | Aimé De Gendt (BEL)          | 17.                          |
| 32                           | Dries De Pooter (BEL)        | 50.                          |
| 33                           | Arne Marit (BEL)             | 28.                          |
| 34                           | Baptiste Planckaert (BEL)    | 107.                         |
| 35                           | Dion Smith (NZL)             | DNS-5                        |
| 36                           | Mike Teunissen (NED)         | 5.                           |
| 37                           | Loïc Vliegen (BEL)           | 65.                          |

| Lotto Dstny LTD | Lotto Dstny LTD          | Lotto Dstny LTD |
| --------------- | ------------------------ | --------------- |
| Nr              | Kolarz                   | Miejsce         |
| 41              | Arnaud De Lie (BEL)      | 15.             |
| 42              | Liam Slock (BEL)         | 117.            |
| 43              | Jasper De Buyst (BEL)    | 13.             |
| 44              | Cédric Beullens (BEL)    | 33.             |
| 45              | Frederik Frison (BEL)    | 84.             |
| 46              | Brent Van Moer (BEL)     | 38.             |
| 47              | Florian Vermeersch (BEL) | 2.              |

| Bahrain Victorious TBV | Bahrain Victorious TBV      | Bahrain Victorious TBV |
| ---------------------- | --------------------------- | ---------------------- |
| Nr                     | Kolarz                      | Miejsce                |
| 51                     | Matej Mohorič (SLO)         | 7.                     |
| 52                     | Jonathan Milan (ITA)        | 81.                    |
| 53                     | Nicolo Buratti (ITA)        | 49.                    |
| 54                     | Andrea Pasqualon (ITA)      | 54.                    |
| 55                     | Johan Price-Pejtersen (DEN) | 126.                   |
| 56                     | Dušan Rajović (SRB)         | 80.                    |
| 57                     | Fred Wright (GBR) (szosa)   | DNS-5                  |

| Ineos Grenadiers IGD | Ineos Grenadiers IGD           | Ineos Grenadiers IGD |
| -------------------- | ------------------------------ | -------------------- |
| Nr                   | Kolarz                         | Miejsce              |
| 61                   | Michał Kwiatkowski (POL) (ITT) | 11.                  |
| 62                   | Cameron Wurf (AUS)             | 116.                 |
| 63                   | Lucas Plapp (AUS) (szosa)      | 79.                  |
| 64                   | Ben Tulett (GBR)               | 69.                  |
| 65                   | Joshua Tarling (GBR) (ITT)     | 114.                 |
| 66                   | Ben Turner (GBR)               | 36.                  |
| 67                   | Elia Viviani (ITA)             | 99.                  |

| Lidl-Trek LTK | Lidl-Trek LTK               | Lidl-Trek LTK |
| ------------- | --------------------------- | ------------- |
| Nr            | Kolarz                      | Miejsce       |
| 71            | Jasper Stuyven (BEL)        | 4.            |
| 72            | Thibau Nys (BEL)            | 55.           |
| 73            | Markus Hoelgaard (NOR)      | DNS-5         |
| 74            | Daan Hoole (NED)            | DNF-5         |
| 75            | Emīls Liepiņš (LAT) (szosa) | 43.           |
| 76            | Marc Brustenga (ESP)        | 108.          |
| 77            | Filippo Baroncini (ITA)     | 48.           |

| UAE Team Emirates UAD | UAE Team Emirates UAD      | UAE Team Emirates UAD |
| --------------------- | -------------------------- | --------------------- |
| Nr                    | Kolarz                     | Miejsce               |
| 81                    | Sjoerd Bax (NED)           | 14.                   |
| 82                    | Mikkel Bjerg (DEN)         | 12.                   |
| 83                    | Alessandro Covi (ITA)      | 66.                   |
| 84                    | Ryan Gibbons (RSA)         | 93.                   |
| 85                    | Marc Hirschi (SUI) (szosa) | 6.                    |
| 86                    | Matteo Trentin (ITA)       | 9.                    |
| 87                    | Tim Wellens (BEL)          | 1.                    |

| Bora-Hansgrohe BOH | Bora-Hansgrohe BOH      | Bora-Hansgrohe BOH |
| ------------------ | ----------------------- | ------------------ |
| Nr                 | Kolarz                  | Miejsce            |
| 91                 | Jordi Meeus (BEL)       | 76.                |
| 92                 | Giovanni Aleotti (ITA)  | 29.                |
| 93                 | Shane Archbold (NZL)    | DNF-3              |
| 94                 | Cesare Benedetti (POL)  | 97.                |
| 95                 | Ryan Mullen (IRL) (ITT) | DNF-5              |
| 96                 | Ide Schelling (NED)     | DNF-5              |
| 97                 | Frederik Wandahl (DEN)  | 74.                |

| EF Education-EasyPost EFE | EF Education-EasyPost EFE   | EF Education-EasyPost EFE |
| ------------------------- | --------------------------- | ------------------------- |
| Nr                        | Kolarz                      | Miejsce                   |
| 101                       | Andrey Amador (CRC)         | 26.                       |
| 102                       | Mikkel Frølich Honoré (DEN) | 45.                       |
| 103                       | Owain Doull (GBR)           | 19.                       |
| 104                       | Thomas Scully (NZL)         | 109.                      |
| 105                       | Jens Keukeleire (BEL)       | 40.                       |
| 106                       | Jonas Rutsch (GER)          | 20.                       |
| 107                       | Łukasz Wiśniowski (POL)     | 88.                       |

| AG2R Citroën Team ACT | AG2R Citroën Team ACT   | AG2R Citroën Team ACT |
| --------------------- | ----------------------- | --------------------- |
| Nr                    | Kolarz                  | Miejsce               |
| 111                   | Greg Van Avermaet (BEL) | 22.                   |
| 112                   | Stan Dewulf (BEL)       | 16.                   |
| 113                   | Pierre Gautherat (FRA)  | DNF-4                 |
| 114                   | Lawrence Naesen (BEL)   | 86.                   |
| 115                   | Oliver Naesen (BEL)     | 30.                   |
| 116                   | Bastien Tronchon (FRA)  | DNF-5                 |
| 117                   | Michael Schär (SUI)     | DNS-5                 |

| Cofidis COF | Cofidis COF              | Cofidis COF |
| ----------- | ------------------------ | ----------- |
| Nr          | Kolarz                   | Miejsce     |
| 121         | Piet Allegaert (BEL)     | 41.         |
| 122         | Alexandre Delettre (FRA) | 91.         |
| 123         | Eddy Finé (FRA)          | 123.        |
| 124         | Christophe Noppe (BEL)   | 100.        |
| 125         | Alexis Renard (FRA)      | 68.         |
| 126         | Jelle Wallays (BEL)      | 104.        |
| 127         | Axel Zingle (FRA)        | 8.          |

| Astana Qazaqstan Team AST | Astana Qazaqstan Team AST | Astana Qazaqstan Team AST |
| ------------------------- | ------------------------- | ------------------------- |
| Nr                        | Kolarz                    | Miejsce                   |
| 131                       | Cees Bol (NED)            | DNS-3                     |
| 132                       | Gleb Brusienski (KAZ)     | 118.                      |
| 133                       | Jewgienij Gidicz (KAZ)    | 110.                      |
| 134                       | Davide Martinelli (ITA)   | 112.                      |
| 135                       | Gianni Moscon (ITA)       | 57.                       |
| 136                       | Gleb Syrica               | 95.                       |
| 137                       | Dmitrij Gruzdiew (KAZ)    | 90.                       |

| Groupama-FDJ GFC | Groupama-FDJ GFC               | Groupama-FDJ GFC |
| ---------------- | ------------------------------ | ---------------- |
| Nr               | Kolarz                         | Miejsce          |
| 141              | Valentin Madouas (FRA) (szosa) | 34.              |
| 142              | Kevin Geniets (LUX)            | 119.             |
| 143              | Olivier Le Gac (FRA)           | 51.              |
| 144              | Laurence Pithie (NZL)          | 77.              |
| 145              | Miles Scotson (AUS)            | DNS-5            |
| 146              | Jake Stewart (GBR)             | 63.              |
| 147              | Lars van den Berg (NED)        | 75.              |

| Movistar Team MOV | Movistar Team MOV       | Movistar Team MOV |
| ----------------- | ----------------------- | ----------------- |
| Nr                | Kolarz                  | Miejsce           |
| 151               | Vinicius Rangel (BRA)   | 125.              |
| 152               | Gorka Izagirre (ESP)    | 56.               |
| 153               | Johan Jacobs (SUI)      | 32.               |
| 154               | Mathias Norsgaard (DEN) | 53.               |
| 155               | Lluís Mas (ESP)         | DNS-2             |
| 156               | Albert Torres (ESP)     | DNF-3             |
| 157               | Max Kanter (GER)        | 46.               |

| Arkéa-Samsic ARK | Arkéa-Samsic ARK      | Arkéa-Samsic ARK |
| ---------------- | --------------------- | ---------------- |
| Nr               | Kolarz                | Miejsce          |
| 161              | Jenthe Biermans (BEL) | DNS-4            |
| 162              | Arnaud Démare (FRA)   | 70.              |
| 163              | Donavan Grondin (FRA) | 127.             |
| 164              | Matis Louvel (FRA)    | 21.              |
| 165              | Daniel McLay (GBR)    | 111.             |
| 166              | Alan Riou (FRA)       | 121.             |
| 167              | Clément Russo (FRA)   | 82.              |

| Team DSM-Firmenich DSM | Team DSM-Firmenich DSM    | Team DSM-Firmenich DSM |
| ---------------------- | ------------------------- | ---------------------- |
| Nr                     | Kolarz                    | Miejsce                |
| 171                    | Pavel Bittner (CZE)       | 115.                   |
| 172                    | John Degenkolb (GER)      | 37.                    |
| 173                    | Alexander Edmondson (AUS) | 105.                   |
| 174                    | Nils Eekhoff (NED)        | 23.                    |
| 175                    | Niklas Märkl (GER)        | 78.                    |
| 176                    | Casper van Uden (NED)     | 61.                    |
| 177                    | Sam Welsford (AUS)        | 94.                    |

| Team Jayco AlUla JAY | Team Jayco AlUla JAY        | Team Jayco AlUla JAY |
| -------------------- | --------------------------- | -------------------- |
| Nr                   | Kolarz                      | Miejsce              |
| 181                  | Luke Durbridge (AUS)        | 47.                  |
| 182                  | Dylan Groenewegen (NED)     | 67.                  |
| 183                  | Amund Grøndahl Jansen (NOR) | DNF-5                |
| 184                  | Zdeněk Štybar (CZE)         | 52.                  |
| 185                  | Blake Quick (AUS)           | DNS-5                |
| 186                  | Elmar Reinders (NED)        | 59.                  |
| 187                  | Campbell Stewart (NZL)      | 42.                  |

| Israel-Premier Tech IPT | Israel-Premier Tech IPT      | Israel-Premier Tech IPT |
| ----------------------- | ---------------------------- | ----------------------- |
| Nr                      | Kolarz                       | Miejsce                 |
| 191                     | Guillaume Boivin (CAN)       | DNF-5                   |
| 192                     | Derek Gee (CAN) (ITT)        | 72.                     |
| 193                     | Omer Goldstein (ISR)         | DNF-3                   |
| 194                     | Itamar Einhorn (ISR) (szosa) | 102.                    |
| 195                     | Giacomo Nizzolo (ITA)        | 24.                     |
| 196                     | Jens Reynders (BEL)          | 31.                     |
| 197                     | Tom Van Asbroeck (BEL)       | 39.                     |

| Bingoal WB BWB | Bingoal WB BWB                  | Bingoal WB BWB |
| -------------- | ------------------------------- | -------------- |
| Nr             | Kolarz                          | Miejsce        |
| 201            | Ceriel Desal (BEL)              | 85.            |
| 202            | Karl Patrick Lauk (EST) (szosa) | 103.           |
| 203            | Matteo Malucelli (ITA)          | 106.           |
| 204            | Ludovic Robeet (BEL)            | 122.           |
| 205            | Luca Van Boven (BEL)            | 44.            |
| 206            | Nathan Vandepitte (FRA)         | 120.           |
| 207            | Kenneth Van Rooy (BEL)          | DNS-2          |

| Team Flanders-Baloise TFB | Team Flanders-Baloise TFB | Team Flanders-Baloise TFB |
| ------------------------- | ------------------------- | ------------------------- |
| Nr                        | Kolarz                    | Miejsce                   |
| 211                       | Jenno Berckmoes (BEL)     | DNS-5                     |
| 212                       | Kamiel Bonneu (BEL)       | 83.                       |
| 213                       | Vito Braet (BEL)          | 87.                       |
| 214                       | Alex Colman (BEL)         | 58.                       |
| 215                       | Sander De Pestel (BEL)    | DNS-3                     |
| 216                       | Milan Fretin (BEL)        | 89.                       |
| 217                       | Aaron Van Poucke (BEL)    | 124.                      |

| Alpecin-Deceuninck ADC | Alpecin-Deceuninck ADC     | Alpecin-Deceuninck ADC |
| ---------------------- | -------------------------- | ---------------------- |
| Nr                     | Kolarz                     | Miejsce                |
| 1                      | Jasper Philipsen (BEL)     | 35.                    |
| 2                      | Silvan Dillier (SUI)       | DNF-4                  |
| 3                      | Søren Kragh Andersen (DEN) | 10.                    |
| 4                      | Senne Leysen (BEL)         | 96.                    |
| 5                      | Xandro Meurisse (BEL)      | DNS-4                  |
| 6                      | Jonas Rickaert (BEL)       | 98.                    |
| 7                      | Gianni Vermeersch (BEL)    | DNS-5                  |

| Jumbo-Visma TJV | Jumbo-Visma TJV           | Jumbo-Visma TJV |
| --------------- | ------------------------- | --------------- |
| Nr              | Kolarz                    | Miejsce         |
| 11              | Olav Kooij (NED)          | 60.             |
| 12              | Edoardo Affini (ITA)      | 92.             |
| 13              | Tobias Foss (NOR)         | 27.             |
| 14              | Lennard Hofstede (NED)    | 128.            |
| 15              | Tosh Van der Sande (BEL)  | 73.             |
| 16              | Mick van Dijke (NED)      | 71.             |
| 17              | Jos van Emden (NED) (ITT) | 113.            |

| Soudal Quick-Step SOQ | Soudal Quick-Step SOQ      | Soudal Quick-Step SOQ |
| --------------------- | -------------------------- | --------------------- |
| Nr                    | Kolarz                     | Miejsce               |
| 21                    | Kasper Asgreen (DEN) (ITT) | 101.                  |
| 22                    | Tim Declercq (BEL)         | 25.                   |
| 23                    | Yves Lampaert (BEL)        | 3.                    |
| 24                    | Tim Merlier (BEL)          | 64.                   |
| 25                    | Florian Sénéchal (FRA)     | 18.                   |
| 26                    | Bert Van Lerberghe (BEL)   | 62.                   |
| 27                    | Stan Van Tricht (BEL)      | DNF-5                 |

| Intermarché-Circus-Wanty ICW | Intermarché-Circus-Wanty ICW | Intermarché-Circus-Wanty ICW |
| ---------------------------- | ---------------------------- | ---------------------------- |
| Nr                           | Kolarz                       | Miejsce                      |
| 31                           | Aimé De Gendt (BEL)          | 17.                          |
| 32                           | Dries De Pooter (BEL)        | 50.                          |
| 33                           | Arne Marit (BEL)             | 28.                          |
| 34                           | Baptiste Planckaert (BEL)    | 107.                         |
| 35                           | Dion Smith (NZL)             | DNS-5                        |
| 36                           | Mike Teunissen (NED)         | 5.                           |
| 37                           | Loïc Vliegen (BEL)           | 65.                          |

| Lotto Dstny LTD | Lotto Dstny LTD          | Lotto Dstny LTD |
| --------------- | ------------------------ | --------------- |
| Nr              | Kolarz                   | Miejsce         |
| 41              | Arnaud De Lie (BEL)      | 15.             |
| 42              | Liam Slock (BEL)         | 117.            |
| 43              | Jasper De Buyst (BEL)    | 13.             |
| 44              | Cédric Beullens (BEL)    | 33.             |
| 45              | Frederik Frison (BEL)    | 84.             |
| 46              | Brent Van Moer (BEL)     | 38.             |
| 47              | Florian Vermeersch (BEL) | 2.              |

| Bahrain Victorious TBV | Bahrain Victorious TBV      | Bahrain Victorious TBV |
| ---------------------- | --------------------------- | ---------------------- |
| Nr                     | Kolarz                      | Miejsce                |
| 51                     | Matej Mohorič (SLO)         | 7.                     |
| 52                     | Jonathan Milan (ITA)        | 81.                    |
| 53                     | Nicolo Buratti (ITA)        | 49.                    |
| 54                     | Andrea Pasqualon (ITA)      | 54.                    |
| 55                     | Johan Price-Pejtersen (DEN) | 126.                   |
| 56                     | Dušan Rajović (SRB)         | 80.                    |
| 57                     | Fred Wright (GBR) (szosa)   | DNS-5                  |

| Ineos Grenadiers IGD | Ineos Grenadiers IGD           | Ineos Grenadiers IGD |
| -------------------- | ------------------------------ | -------------------- |
| Nr                   | Kolarz                         | Miejsce              |
| 61                   | Michał Kwiatkowski (POL) (ITT) | 11.                  |
| 62                   | Cameron Wurf (AUS)             | 116.                 |
| 63                   | Lucas Plapp (AUS) (szosa)      | 79.                  |
| 64                   | Ben Tulett (GBR)               | 69.                  |
| 65                   | Joshua Tarling (GBR) (ITT)     | 114.                 |
| 66                   | Ben Turner (GBR)               | 36.                  |
| 67                   | Elia Viviani (ITA)             | 99.                  |

| Lidl-Trek LTK | Lidl-Trek LTK               | Lidl-Trek LTK |
| ------------- | --------------------------- | ------------- |
| Nr            | Kolarz                      | Miejsce       |
| 71            | Jasper Stuyven (BEL)        | 4.            |
| 72            | Thibau Nys (BEL)            | 55.           |
| 73            | Markus Hoelgaard (NOR)      | DNS-5         |
| 74            | Daan Hoole (NED)            | DNF-5         |
| 75            | Emīls Liepiņš (LAT) (szosa) | 43.           |
| 76            | Marc Brustenga (ESP)        | 108.          |
| 77            | Filippo Baroncini (ITA)     | 48.           |

| UAE Team Emirates UAD | UAE Team Emirates UAD      | UAE Team Emirates UAD |
| --------------------- | -------------------------- | --------------------- |
| Nr                    | Kolarz                     | Miejsce               |
| 81                    | Sjoerd Bax (NED)           | 14.                   |
| 82                    | Mikkel Bjerg (DEN)         | 12.                   |
| 83                    | Alessandro Covi (ITA)      | 66.                   |
| 84                    | Ryan Gibbons (RSA)         | 93.                   |
| 85                    | Marc Hirschi (SUI) (szosa) | 6.                    |
| 86                    | Matteo Trentin (ITA)       | 9.                    |
| 87                    | Tim Wellens (BEL)          | 1.                    |

| Bora-Hansgrohe BOH | Bora-Hansgrohe BOH      | Bora-Hansgrohe BOH |
| ------------------ | ----------------------- | ------------------ |
| Nr                 | Kolarz                  | Miejsce            |
| 91                 | Jordi Meeus (BEL)       | 76.                |
| 92                 | Giovanni Aleotti (ITA)  | 29.                |
| 93                 | Shane Archbold (NZL)    | DNF-3              |
| 94                 | Cesare Benedetti (POL)  | 97.                |
| 95                 | Ryan Mullen (IRL) (ITT) | DNF-5              |
| 96                 | Ide Schelling (NED)     | DNF-5              |
| 97                 | Frederik Wandahl (DEN)  | 74.                |

| EF Education-EasyPost EFE | EF Education-EasyPost EFE   | EF Education-EasyPost EFE |
| ------------------------- | --------------------------- | ------------------------- |
| Nr                        | Kolarz                      | Miejsce                   |
| 101                       | Andrey Amador (CRC)         | 26.                       |
| 102                       | Mikkel Frølich Honoré (DEN) | 45.                       |
| 103                       | Owain Doull (GBR)           | 19.                       |
| 104                       | Thomas Scully (NZL)         | 109.                      |
| 105                       | Jens Keukeleire (BEL)       | 40.                       |
| 106                       | Jonas Rutsch (GER)          | 20.                       |
| 107                       | Łukasz Wiśniowski (POL)     | 88.                       |

| AG2R Citroën Team ACT | AG2R Citroën Team ACT   | AG2R Citroën Team ACT |
| --------------------- | ----------------------- | --------------------- |
| Nr                    | Kolarz                  | Miejsce               |
| 111                   | Greg Van Avermaet (BEL) | 22.                   |
| 112                   | Stan Dewulf (BEL)       | 16.                   |
| 113                   | Pierre Gautherat (FRA)  | DNF-4                 |
| 114                   | Lawrence Naesen (BEL)   | 86.                   |
| 115                   | Oliver Naesen (BEL)     | 30.                   |
| 116                   | Bastien Tronchon (FRA)  | DNF-5                 |
| 117                   | Michael Schär (SUI)     | DNS-5                 |

| Cofidis COF | Cofidis COF              | Cofidis COF |
| ----------- | ------------------------ | ----------- |
| Nr          | Kolarz                   | Miejsce     |
| 121         | Piet Allegaert (BEL)     | 41.         |
| 122         | Alexandre Delettre (FRA) | 91.         |
| 123         | Eddy Finé (FRA)          | 123.        |
| 124         | Christophe Noppe (BEL)   | 100.        |
| 125         | Alexis Renard (FRA)      | 68.         |
| 126         | Jelle Wallays (BEL)      | 104.        |
| 127         | Axel Zingle (FRA)        | 8.          |

| Astana Qazaqstan Team AST | Astana Qazaqstan Team AST | Astana Qazaqstan Team AST |
| ------------------------- | ------------------------- | ------------------------- |
| Nr                        | Kolarz                    | Miejsce                   |
| 131                       | Cees Bol (NED)            | DNS-3                     |
| 132                       | Gleb Brusienski (KAZ)     | 118.                      |
| 133                       | Jewgienij Gidicz (KAZ)    | 110.                      |
| 134                       | Davide Martinelli (ITA)   | 112.                      |
| 135                       | Gianni Moscon (ITA)       | 57.                       |
| 136                       | Gleb Syrica               | 95.                       |
| 137                       | Dmitrij Gruzdiew (KAZ)    | 90.                       |

| Groupama-FDJ GFC | Groupama-FDJ GFC               | Groupama-FDJ GFC |
| ---------------- | ------------------------------ | ---------------- |
| Nr               | Kolarz                         | Miejsce          |
| 141              | Valentin Madouas (FRA) (szosa) | 34.              |
| 142              | Kevin Geniets (LUX)            | 119.             |
| 143              | Olivier Le Gac (FRA)           | 51.              |
| 144              | Laurence Pithie (NZL)          | 77.              |
| 145              | Miles Scotson (AUS)            | DNS-5            |
| 146              | Jake Stewart (GBR)             | 63.              |
| 147              | Lars van den Berg (NED)        | 75.              |

| Movistar Team MOV | Movistar Team MOV       | Movistar Team MOV |
| ----------------- | ----------------------- | ----------------- |
| Nr                | Kolarz                  | Miejsce           |
| 151               | Vinicius Rangel (BRA)   | 125.              |
| 152               | Gorka Izagirre (ESP)    | 56.               |
| 153               | Johan Jacobs (SUI)      | 32.               |
| 154               | Mathias Norsgaard (DEN) | 53.               |
| 155               | Lluís Mas (ESP)         | DNS-2             |
| 156               | Albert Torres (ESP)     | DNF-3             |
| 157               | Max Kanter (GER)        | 46.               |

| Arkéa-Samsic ARK | Arkéa-Samsic ARK      | Arkéa-Samsic ARK |
| ---------------- | --------------------- | ---------------- |
| Nr               | Kolarz                | Miejsce          |
| 161              | Jenthe Biermans (BEL) | DNS-4            |
| 162              | Arnaud Démare (FRA)   | 70.              |
| 163              | Donavan Grondin (FRA) | 127.             |
| 164              | Matis Louvel (FRA)    | 21.              |
| 165              | Daniel McLay (GBR)    | 111.             |
| 166              | Alan Riou (FRA)       | 121.             |
| 167              | Clément Russo (FRA)   | 82.              |

| Team DSM-Firmenich DSM | Team DSM-Firmenich DSM    | Team DSM-Firmenich DSM |
| ---------------------- | ------------------------- | ---------------------- |
| Nr                     | Kolarz                    | Miejsce                |
| 171                    | Pavel Bittner (CZE)       | 115.                   |
| 172                    | John Degenkolb (GER)      | 37.                    |
| 173                    | Alexander Edmondson (AUS) | 105.                   |
| 174                    | Nils Eekhoff (NED)        | 23.                    |
| 175                    | Niklas Märkl (GER)        | 78.                    |
| 176                    | Casper van Uden (NED)     | 61.                    |
| 177                    | Sam Welsford (AUS)        | 94.                    |

| Team Jayco AlUla JAY | Team Jayco AlUla JAY        | Team Jayco AlUla JAY |
| -------------------- | --------------------------- | -------------------- |
| Nr                   | Kolarz                      | Miejsce              |
| 181                  | Luke Durbridge (AUS)        | 47.                  |
| 182                  | Dylan Groenewegen (NED)     | 67.                  |
| 183                  | Amund Grøndahl Jansen (NOR) | DNF-5                |
| 184                  | Zdeněk Štybar (CZE)         | 52.                  |
| 185                  | Blake Quick (AUS)           | DNS-5                |
| 186                  | Elmar Reinders (NED)        | 59.                  |
| 187                  | Campbell Stewart (NZL)      | 42.                  |

| Israel-Premier Tech IPT | Israel-Premier Tech IPT      | Israel-Premier Tech IPT |
| ----------------------- | ---------------------------- | ----------------------- |
| Nr                      | Kolarz                       | Miejsce                 |
| 191                     | Guillaume Boivin (CAN)       | DNF-5                   |
| 192                     | Derek Gee (CAN) (ITT)        | 72.                     |
| 193                     | Omer Goldstein (ISR)         | DNF-3                   |
| 194                     | Itamar Einhorn (ISR) (szosa) | 102.                    |
| 195                     | Giacomo Nizzolo (ITA)        | 24.                     |
| 196                     | Jens Reynders (BEL)          | 31.                     |
| 197                     | Tom Van Asbroeck (BEL)       | 39.                     |

| Bingoal WB BWB | Bingoal WB BWB                  | Bingoal WB BWB |
| -------------- | ------------------------------- | -------------- |
| Nr             | Kolarz                          | Miejsce        |
| 201            | Ceriel Desal (BEL)              | 85.            |
| 202            | Karl Patrick Lauk (EST) (szosa) | 103.           |
| 203            | Matteo Malucelli (ITA)          | 106.           |
| 204            | Ludovic Robeet (BEL)            | 122.           |
| 205            | Luca Van Boven (BEL)            | 44.            |
| 206            | Nathan Vandepitte (FRA)         | 120.           |
| 207            | Kenneth Van Rooy (BEL)          | DNS-2          |

| Team Flanders-Baloise TFB | Team Flanders-Baloise TFB | Team Flanders-Baloise TFB |
| ------------------------- | ------------------------- | ------------------------- |
| Nr                        | Kolarz                    | Miejsce                   |
| 211                       | Jenno Berckmoes (BEL)     | DNS-5                     |
| 212                       | Kamiel Bonneu (BEL)       | 83.                       |
| 213                       | Vito Braet (BEL)          | 87.                       |
| 214                       | Alex Colman (BEL)         | 58.                       |
| 215                       | Sander De Pestel (BEL)    | DNS-3                     |
| 216                       | Milan Fretin (BEL)        | 89.                       |
| 217                       | Aaron Van Poucke (BEL)    | 124.                      |

Legenda: DNF – nie ukończył etapu, OTL – przekroczył limit czasu, DNS – nie wystartował do etapu, DSQ – zdyskwalifikowany. Numer przy skrócie oznacza etap, na którym kolarz opuścił wyścig.

## Wyniki etapów

### Etap 1
| Blankenberge - Ardooie | płaski | (182,9 km) |

| \| Klasyfikacja etapu \| Klasyfikacja etapu \| Klasyfikacja etapu \| Klasyfikacja etapu \| Klasyfikacja etapu \| \| Kolarz \| Kolarz \| Państwo \| Drużyna \| Czas \| \| ------------------ \| ------------------ \| ------------------ \| ------------------------ \| ------------------ \| \| 1. \| Jasper Philipsen \| Belgia \| Alpecin-Deceuninck \| 3h 51' 33" \| \| 2. \| Tim Merlier \| Belgia \| Soudal Quick-Step \| + 0" \| \| 3. \| Olav Kooij \| Holandia \| Jumbo-Visma \| + 0" \| \| 4. \| Arnaud De Lie \| Belgia \| Lotto Dstny \| + 0" \| \| 5. \| Dylan Groenewegen \| Holandia \| Team Jayco AlUla \| + 0" \| \| 6. \| Matteo Trentin \| Włochy \| UAE Team Emirates \| + 0" \| \| 7. \| Laurence Pithie \| Nowa Zelandia \| Groupama-FDJ \| + 0" \| \| 8. \| Arne Marit \| Belgia \| Intermarché-Circus-Wanty \| + 0" \| \| 9. \| Elia Viviani \| Włochy \| Ineos Grenadiers \| + 0" \| \| 10. \| Clément Russo \| Francja \| Arkéa-Samsic \| + 0" \| |                   |               |                          |            |
| |                   |               |                          |            |
| Źródło: ProCyclingStats |                   |               |                          |            |
| Klasyfikacja etapu |                   |               |                          |            |
| Kolarz | Kolarz            | Państwo       | Drużyna                  | Czas       |
| 1. | Jasper Philipsen  | Belgia        | Alpecin-Deceuninck       | 3h 51' 33" |
| 2. | Tim Merlier       | Belgia        | Soudal Quick-Step        | + 0"       |
| 3. | Olav Kooij        | Holandia      | Jumbo-Visma              | + 0"       |
| 4. | Arnaud De Lie     | Belgia        | Lotto Dstny              | + 0"       |
| 5. | Dylan Groenewegen | Holandia      | Team Jayco AlUla         | + 0"       |
| 6. | Matteo Trentin    | Włochy        | UAE Team Emirates        | + 0"       |
| 7. | Laurence Pithie   | Nowa Zelandia | Groupama-FDJ             | + 0"       |
| 8. | Arne Marit        | Belgia        | Intermarché-Circus-Wanty | + 0"       |
| 9. | Elia Viviani      | Włochy        | Ineos Grenadiers         | + 0"       |
| 10. | Clément Russo     | Francja       | Arkéa-Samsic             | + 0"       |

| \| Klasyfikacja generalna \| Klasyfikacja generalna \| Klasyfikacja generalna \| Klasyfikacja generalna \| Klasyfikacja generalna \| \| Kolarz \| Kolarz \| Państwo \| Drużyna \| Czas \| \| ---------------------- \| ---------------------- \| ---------------------- \| ---------------------- \| ---------------------- \| \| 1. \| Jasper Philipsen \| Belgia \| Alpecin-Deceuninck \| 3h 51' 43" \| \| 2. \| Alessandro Covi \| Włochy \| UAE Team Emirates \| + 2" \| \| 3. \| Tim Merlier \| Belgia \| Soudal Quick-Step \| + 4" \| \| 4. \| Jonas Rutsch \| Niemcy \| EF Education-EasyPost \| + 5" \| \| 5. \| Ceriel Desal \| Belgia \| Bingoal WB \| + 5" \| \| 6. \| Olav Kooij \| Holandia \| Jumbo-Visma \| + 6" \| \| 7. \| Arnaud De Lie \| Belgia \| Lotto Dstny \| + 10" \| \| 8. \| Dylan Groenewegen \| Holandia \| Team Jayco AlUla \| + 10" \| \| 9. \| Matteo Trentin \| Włochy \| UAE Team Emirates \| + 10" \| \| 10. \| Laurence Pithie \| Nowa Zelandia \| Groupama-FDJ \| + 10" \| |                   |               |                       |            |
| |                   |               |                       |            |
| Źródło: ProCyclingStats |                   |               |                       |            |
| Klasyfikacja generalna |                   |               |                       |            |
| Kolarz | Kolarz            | Państwo       | Drużyna               | Czas       |
| 1. | Jasper Philipsen  | Belgia        | Alpecin-Deceuninck    | 3h 51' 43" |
| 2. | Alessandro Covi   | Włochy        | UAE Team Emirates     | + 2"       |
| 3. | Tim Merlier       | Belgia        | Soudal Quick-Step     | + 4"       |
| 4. | Jonas Rutsch      | Niemcy        | EF Education-EasyPost | + 5"       |
| 5. | Ceriel Desal      | Belgia        | Bingoal WB            | + 5"       |
| 6. | Olav Kooij        | Holandia      | Jumbo-Visma           | + 6"       |
| 7. | Arnaud De Lie     | Belgia        | Lotto Dstny           | + 10"      |
| 8. | Dylan Groenewegen | Holandia      | Team Jayco AlUla      | + 10"      |
| 9. | Matteo Trentin    | Włochy        | UAE Team Emirates     | + 10"      |
| 10. | Laurence Pithie   | Nowa Zelandia | Groupama-FDJ          | + 10"      |

### Etap 2
| Sluis - Sluis | jazda indywidualna na czas | (13,6 km) |

| \| Klasyfikacja etapu \| Klasyfikacja etapu \| Klasyfikacja etapu \| Klasyfikacja etapu \| Klasyfikacja etapu \| \| Kolarz \| Kolarz \| Państwo \| Drużyna \| Czas \| \| ------------------ \| ------------------ \| ------------------ \| ------------------ \| ------------------ \| \| 1. \| Joshua Tarling \| Wielka Brytania \| Ineos Grenadiers \| 15' 05" \| \| 2. \| Tim Wellens \| Belgia \| UAE Team Emirates \| + 14" \| \| 3. \| Yves Lampaert \| Belgia \| Soudal Quick-Step \| + 18" \| \| 4. \| Jasper Stuyven \| Belgia \| Lidl-Trek \| + 19" \| \| 5. \| Florian Vermeersch \| Belgia \| Lotto Dstny \| + 21" \| \| 6. \| Kasper Asgreen \| Dania \| Soudal Quick-Step \| + 21" \| \| 7. \| Daan Hoole \| Holandia \| Lidl-Trek \| + 23" \| \| 8. \| Mikkel Bjerg \| Dania \| UAE Team Emirates \| + 24" \| \| 9. \| Tobias Foss \| Norwegia \| Jumbo-Visma \| + 25" \| \| 10. \| Matej Mohorič \| Słowenia \| Bahrain Victorious \| + 26" \| |                    |                 |                    |         |
| |                    |                 |                    |         |
| Źródło: ProCyclingStats |                    |                 |                    |         |
| Klasyfikacja etapu |                    |                 |                    |         |
| Kolarz | Kolarz             | Państwo         | Drużyna            | Czas    |
| 1. | Joshua Tarling     | Wielka Brytania | Ineos Grenadiers   | 15' 05" |
| 2. | Tim Wellens        | Belgia          | UAE Team Emirates  | + 14"   |
| 3. | Yves Lampaert      | Belgia          | Soudal Quick-Step  | + 18"   |
| 4. | Jasper Stuyven     | Belgia          | Lidl-Trek          | + 19"   |
| 5. | Florian Vermeersch | Belgia          | Lotto Dstny        | + 21"   |
| 6. | Kasper Asgreen     | Dania           | Soudal Quick-Step  | + 21"   |
| 7. | Daan Hoole         | Holandia        | Lidl-Trek          | + 23"   |
| 8. | Mikkel Bjerg       | Dania           | UAE Team Emirates  | + 24"   |
| 9. | Tobias Foss        | Norwegia        | Jumbo-Visma        | + 25"   |
| 10. | Matej Mohorič      | Słowenia        | Bahrain Victorious | + 26"   |

| \| Klasyfikacja generalna \| Klasyfikacja generalna \| Klasyfikacja generalna \| Klasyfikacja generalna \| Klasyfikacja generalna \| \| Kolarz \| Kolarz \| Państwo \| Drużyna \| Czas \| \| ---------------------- \| ---------------------- \| ---------------------- \| ---------------------- \| ---------------------- \| \| 1. \| Joshua Tarling \| Wielka Brytania \| Ineos Grenadiers \| 4h 06' 58" \| \| 2. \| Tim Wellens \| Belgia \| UAE Team Emirates \| + 14" \| \| 3. \| Yves Lampaert \| Belgia \| Soudal Quick-Step \| + 18" \| \| 4. \| Jasper Stuyven \| Belgia \| Lidl-Trek \| + 19" \| \| 5. \| Kasper Asgreen \| Dania \| Soudal Quick-Step \| + 21" \| \| 6. \| Florian Vermeersch \| Belgia \| Lotto Dstny \| + 21" \| \| 7. \| Daan Hoole \| Holandia \| Lidl-Trek \| + 23" \| \| 8. \| Mikkel Bjerg \| Dania \| UAE Team Emirates \| + 24" \| \| 9. \| Tobias Foss \| Norwegia \| Jumbo-Visma \| + 25" \| \| 10. \| Matej Mohorič \| Słowenia \| Bahrain Victorious \| + 26" \| |                    |                 |                    |            |
| |                    |                 |                    |            |
| Źródło: ProCyclingStats |                    |                 |                    |            |
| Klasyfikacja generalna |                    |                 |                    |            |
| Kolarz | Kolarz             | Państwo         | Drużyna            | Czas       |
| 1. | Joshua Tarling     | Wielka Brytania | Ineos Grenadiers   | 4h 06' 58" |
| 2. | Tim Wellens        | Belgia          | UAE Team Emirates  | + 14"      |
| 3. | Yves Lampaert      | Belgia          | Soudal Quick-Step  | + 18"      |
| 4. | Jasper Stuyven     | Belgia          | Lidl-Trek          | + 19"      |
| 5. | Kasper Asgreen     | Dania           | Soudal Quick-Step  | + 21"      |
| 6. | Florian Vermeersch | Belgia          | Lotto Dstny        | + 21"      |
| 7. | Daan Hoole         | Holandia        | Lidl-Trek          | + 23"      |
| 8. | Mikkel Bjerg       | Dania           | UAE Team Emirates  | + 24"      |
| 9. | Tobias Foss        | Norwegia        | Jumbo-Visma        | + 25"      |
| 10. | Matej Mohorič      | Słowenia        | Bahrain Victorious | + 26"      |

### Etap 3
| Aalter - Geraardsbergen | pagórkowaty | (171,2 km) |

| \| Klasyfikacja etapu \| Klasyfikacja etapu \| Klasyfikacja etapu \| Klasyfikacja etapu \| Klasyfikacja etapu \| \| Kolarz \| Kolarz \| Państwo \| Drużyna \| Czas \| \| ------------------ \| ------------------ \| ------------------ \| ------------------------ \| ------------------ \| \| 1. \| Mike Teunissen \| Holandia \| Intermarché-Circus-Wanty \| 3h 40' 17" \| \| 2. \| Tim Wellens \| Belgia \| UAE Team Emirates \| + 0" \| \| 3. \| Axel Zingle \| Francja \| Cofidis \| + 0" \| \| 4. \| Marc Hirschi \| Szwajcaria \| UAE Team Emirates \| + 0" \| \| 5. \| Arnaud De Lie \| Belgia \| Lotto Dstny \| + 0" \| \| 6. \| Fred Wright \| Wielka Brytania \| Bahrain Victorious \| + 0" \| \| 7. \| Gianni Vermeersch \| Belgia \| Alpecin-Deceuninck \| + 0" \| \| 8. \| Matej Mohorič \| Słowenia \| Bahrain Victorious \| + 0" \| \| 9. \| Yves Lampaert \| Belgia \| Soudal Quick-Step \| + 0" \| \| 10. \| Jasper De Buyst \| Belgia \| Lotto Dstny \| + 0" \| |                   |                 |                          |            |
| |                   |                 |                          |            |
| Źródło: ProCyclingStats |                   |                 |                          |            |
| Klasyfikacja etapu |                   |                 |                          |            |
| Kolarz | Kolarz            | Państwo         | Drużyna                  | Czas       |
| 1. | Mike Teunissen    | Holandia        | Intermarché-Circus-Wanty | 3h 40' 17" |
| 2. | Tim Wellens       | Belgia          | UAE Team Emirates        | + 0"       |
| 3. | Axel Zingle       | Francja         | Cofidis                  | + 0"       |
| 4. | Marc Hirschi      | Szwajcaria      | UAE Team Emirates        | + 0"       |
| 5. | Arnaud De Lie     | Belgia          | Lotto Dstny              | + 0"       |
| 6. | Fred Wright       | Wielka Brytania | Bahrain Victorious       | + 0"       |
| 7. | Gianni Vermeersch | Belgia          | Alpecin-Deceuninck       | + 0"       |
| 8. | Matej Mohorič     | Słowenia        | Bahrain Victorious       | + 0"       |
| 9. | Yves Lampaert     | Belgia          | Soudal Quick-Step        | + 0"       |
| 10. | Jasper De Buyst   | Belgia          | Lotto Dstny              | + 0"       |

| \| Klasyfikacja generalna \| Klasyfikacja generalna \| Klasyfikacja generalna \| Klasyfikacja generalna \| Klasyfikacja generalna \| \| Kolarz \| Kolarz \| Państwo \| Drużyna \| Czas \| \| ---------------------- \| ---------------------- \| ---------------------- \| ------------------------ \| ---------------------- \| \| 1. \| Tim Wellens \| Belgia \| UAE Team Emirates \| 7h 47' 16" \| \| 2. \| Yves Lampaert \| Belgia \| Soudal Quick-Step \| + 24" \| \| 3. \| Florian Vermeersch \| Belgia \| Lotto Dstny \| + 26" \| \| 4. \| Jasper Stuyven \| Belgia \| Lidl-Trek \| + 30" \| \| 5. \| Fred Wright \| Wielka Brytania \| Bahrain Victorious \| + 30" \| \| 6. \| Marc Hirschi \| Szwajcaria \| UAE Team Emirates \| + 31" \| \| 7. \| Matej Mohorič \| Słowenia \| Bahrain Victorious \| + 33" \| \| 8. \| Mike Teunissen \| Holandia \| Intermarché-Circus-Wanty \| + 34" \| \| 9. \| Axel Zingle \| Francja \| Cofidis \| + 36" \| \| 10. \| Michał Kwiatkowski \| Polska \| Ineos Grenadiers \| + 38" \| |                    |                 |                          |            |
| |                    |                 |                          |            |
| Źródło: ProCyclingStats |                    |                 |                          |            |
| Klasyfikacja generalna |                    |                 |                          |            |
| Kolarz | Kolarz             | Państwo         | Drużyna                  | Czas       |
| 1. | Tim Wellens        | Belgia          | UAE Team Emirates        | 7h 47' 16" |
| 2. | Yves Lampaert      | Belgia          | Soudal Quick-Step        | + 24"      |
| 3. | Florian Vermeersch | Belgia          | Lotto Dstny              | + 26"      |
| 4. | Jasper Stuyven     | Belgia          | Lidl-Trek                | + 30"      |
| 5. | Fred Wright        | Wielka Brytania | Bahrain Victorious       | + 30"      |
| 6. | Marc Hirschi       | Szwajcaria      | UAE Team Emirates        | + 31"      |
| 7. | Matej Mohorič      | Słowenia        | Bahrain Victorious       | + 33"      |
| 8. | Mike Teunissen     | Holandia        | Intermarché-Circus-Wanty | + 34"      |
| 9. | Axel Zingle        | Francja         | Cofidis                  | + 36"      |
| 10. | Michał Kwiatkowski | Polska          | Ineos Grenadiers         | + 38"      |

### Etap 4
| Beringen - Peer | płaski | (179,4 km) |

| \| Klasyfikacja etapu \| Klasyfikacja etapu \| Klasyfikacja etapu \| Klasyfikacja etapu \| Klasyfikacja etapu \| \| Kolarz \| Kolarz \| Państwo \| Drużyna \| Czas \| \| ------------------ \| ------------------ \| ------------------ \| ------------------------ \| ------------------ \| \| 1. \| Sam Welsford \| Australia \| Team DSM-Firmenich \| 3h 57' 36" \| \| 2. \| Olav Kooij \| Holandia \| Jumbo-Visma \| + 0" \| \| 3. \| Jasper Philipsen \| Belgia \| Alpecin-Deceuninck \| + 0" \| \| 4. \| Tim Merlier \| Belgia \| Soudal Quick-Step \| + 0" \| \| 5. \| Arnaud De Lie \| Belgia \| Lotto Dstny \| + 0" \| \| 6. \| Dylan Groenewegen \| Holandia \| Team Jayco AlUla \| + 0" \| \| 7. \| Max Kanter \| Niemcy \| Movistar Team \| + 0" \| \| 8. \| Milan Fretin \| Belgia \| Team Flanders-Baloise \| + 0" \| \| 9. \| Laurence Pithie \| Nowa Zelandia \| Groupama-FDJ \| + 0" \| \| 10. \| Arne Marit \| Belgia \| Intermarché-Circus-Wanty \| + 0" \| |                   |               |                          |            |
| |                   |               |                          |            |
| Źródło: ProCyclingStats |                   |               |                          |            |
| Klasyfikacja etapu |                   |               |                          |            |
| Kolarz | Kolarz            | Państwo       | Drużyna                  | Czas       |
| 1. | Sam Welsford      | Australia     | Team DSM-Firmenich       | 3h 57' 36" |
| 2. | Olav Kooij        | Holandia      | Jumbo-Visma              | + 0"       |
| 3. | Jasper Philipsen  | Belgia        | Alpecin-Deceuninck       | + 0"       |
| 4. | Tim Merlier       | Belgia        | Soudal Quick-Step        | + 0"       |
| 5. | Arnaud De Lie     | Belgia        | Lotto Dstny              | + 0"       |
| 6. | Dylan Groenewegen | Holandia      | Team Jayco AlUla         | + 0"       |
| 7. | Max Kanter        | Niemcy        | Movistar Team            | + 0"       |
| 8. | Milan Fretin      | Belgia        | Team Flanders-Baloise    | + 0"       |
| 9. | Laurence Pithie   | Nowa Zelandia | Groupama-FDJ             | + 0"       |
| 10. | Arne Marit        | Belgia        | Intermarché-Circus-Wanty | + 0"       |

| \| Klasyfikacja generalna \| Klasyfikacja generalna \| Klasyfikacja generalna \| Klasyfikacja generalna \| Klasyfikacja generalna \| \| Kolarz \| Kolarz \| Państwo \| Drużyna \| Czas \| \| ---------------------- \| ---------------------- \| ---------------------- \| ------------------------ \| ---------------------- \| \| 1. \| Tim Wellens \| Belgia \| UAE Team Emirates \| 11h 44' 52" \| \| 2. \| Florian Vermeersch \| Belgia \| Lotto Dstny \| + 23" \| \| 3. \| Yves Lampaert \| Belgia \| Soudal Quick-Step \| + 23" \| \| 4. \| Jasper Stuyven \| Belgia \| Lidl-Trek \| + 30" \| \| 5. \| Fred Wright \| Wielka Brytania \| Bahrain Victorious \| + 30" \| \| 6. \| Mike Teunissen \| Holandia \| Intermarché-Circus-Wanty \| + 31" \| \| 7. \| Marc Hirschi \| Szwajcaria \| UAE Team Emirates \| + 31" \| \| 8. \| Matej Mohorič \| Słowenia \| Bahrain Victorious \| + 33" \| \| 9. \| Axel Zingle \| Francja \| Cofidis \| + 34" \| \| 10. \| Matteo Trentin \| Włochy \| UAE Team Emirates \| + 36" \| |                    |                 |                          |             |
| |                    |                 |                          |             |
| Źródło: ProCyclingStats |                    |                 |                          |             |
| Klasyfikacja generalna |                    |                 |                          |             |
| Kolarz | Kolarz             | Państwo         | Drużyna                  | Czas        |
| 1. | Tim Wellens        | Belgia          | UAE Team Emirates        | 11h 44' 52" |
| 2. | Florian Vermeersch | Belgia          | Lotto Dstny              | + 23"       |
| 3. | Yves Lampaert      | Belgia          | Soudal Quick-Step        | + 23"       |
| 4. | Jasper Stuyven     | Belgia          | Lidl-Trek                | + 30"       |
| 5. | Fred Wright        | Wielka Brytania | Bahrain Victorious       | + 30"       |
| 6. | Mike Teunissen     | Holandia        | Intermarché-Circus-Wanty | + 31"       |
| 7. | Marc Hirschi       | Szwajcaria      | UAE Team Emirates        | + 31"       |
| 8. | Matej Mohorič      | Słowenia        | Bahrain Victorious       | + 33"       |
| 9. | Axel Zingle        | Francja         | Cofidis                  | + 34"       |
| 10. | Matteo Trentin     | Włochy          | UAE Team Emirates        | + 36"       |

### Etap 5
| Riemst - Bilzen | pagórkowaty | (187,3 km) |

| \| Klasyfikacja etapu \| Klasyfikacja etapu \| Klasyfikacja etapu \| Klasyfikacja etapu \| Klasyfikacja etapu \| \| Kolarz \| Kolarz \| Państwo \| Drużyna \| Czas \| \| ------------------ \| -------------------- \| ------------------ \| ------------------------ \| ------------------ \| \| 1. \| Matej Mohorič \| Słowenia \| Bahrain Victorious \| 4h 11' 15" \| \| 2. \| Matteo Trentin \| Włochy \| UAE Team Emirates \| + 0" \| \| 3. \| Søren Kragh Andersen \| Dania \| Alpecin-Deceuninck \| + 0" \| \| 4. \| Jasper De Buyst \| Belgia \| Lotto Dstny \| + 0" \| \| 5. \| Arnaud De Lie \| Belgia \| Lotto Dstny \| + 4" \| \| 6. \| Jasper Stuyven \| Belgia \| Lidl-Trek \| + 4" \| \| 7. \| Jasper Philipsen \| Belgia \| Alpecin-Deceuninck \| + 4" \| \| 8. \| Mike Teunissen \| Holandia \| Intermarché-Circus-Wanty \| + 4" \| \| 9. \| Axel Zingle \| Francja \| Cofidis \| + 4" \| \| 10. \| Yves Lampaert \| Belgia \| Soudal Quick-Step \| + 4" \| |                      |          |                          |            |
| |                      |          |                          |            |
| Źródło: ProCyclingStats |                      |          |                          |            |
| Klasyfikacja etapu |                      |          |                          |            |
| Kolarz | Kolarz               | Państwo  | Drużyna                  | Czas       |
| 1. | Matej Mohorič        | Słowenia | Bahrain Victorious       | 4h 11' 15" |
| 2. | Matteo Trentin       | Włochy   | UAE Team Emirates        | + 0"       |
| 3. | Søren Kragh Andersen | Dania    | Alpecin-Deceuninck       | + 0"       |
| 4. | Jasper De Buyst      | Belgia   | Lotto Dstny              | + 0"       |
| 5. | Arnaud De Lie        | Belgia   | Lotto Dstny              | + 4"       |
| 6. | Jasper Stuyven       | Belgia   | Lidl-Trek                | + 4"       |
| 7. | Jasper Philipsen     | Belgia   | Alpecin-Deceuninck       | + 4"       |
| 8. | Mike Teunissen       | Holandia | Intermarché-Circus-Wanty | + 4"       |
| 9. | Axel Zingle          | Francja  | Cofidis                  | + 4"       |
| 10. | Yves Lampaert        | Belgia   | Soudal Quick-Step        | + 4"       |

## Klasyfikacje

### Klasyfikacja generalna
| \| Klasyfikacja generalna \| Klasyfikacja generalna \| Klasyfikacja generalna \| Klasyfikacja generalna \| Klasyfikacja generalna \| \| Kolarz \| Kolarz \| Państwo \| Drużyna \| Czas \| \| ---------------------- \| ---------------------- \| ---------------------- \| ------------------------ \| ---------------------- \| \| 1. \| Tim Wellens \| Belgia \| UAE Team Emirates \| 15h 51' 52" \| \| 2. \| Florian Vermeersch \| Belgia \| Lotto Dstny \| + 23" \| \| 3. \| Yves Lampaert \| Belgia \| Soudal Quick-Step \| + 23" \| \| 4. \| Jasper Stuyven \| Belgia \| Lidl-Trek \| + 30" \| \| 5. \| Mike Teunissen \| Holandia \| Intermarché-Circus-Wanty \| + 31" \| \| 6. \| Marc Hirschi \| Szwajcaria \| UAE Team Emirates \| + 31" \| \| 7. \| Matej Mohorič \| Słowenia \| Bahrain Victorious \| + 33" \| \| 8. \| Axel Zingle \| Francja \| Cofidis \| + 34" \| \| 9. \| Matteo Trentin \| Włochy \| UAE Team Emirates \| + 36" \| \| 10. \| Søren Kragh Andersen \| Dania \| Alpecin-Deceuninck \| + 40" \| |                      |            |                          |             |
| |                      |            |                          |             |
| Źródło: ProCyclingStats |                      |            |                          |             |
| Klasyfikacja generalna |                      |            |                          |             |
| Kolarz | Kolarz               | Państwo    | Drużyna                  | Czas        |
| 1. | Tim Wellens          | Belgia     | UAE Team Emirates        | 15h 51' 52" |
| 2. | Florian Vermeersch   | Belgia     | Lotto Dstny              | + 23"       |
| 3. | Yves Lampaert        | Belgia     | Soudal Quick-Step        | + 23"       |
| 4. | Jasper Stuyven       | Belgia     | Lidl-Trek                | + 30"       |
| 5. | Mike Teunissen       | Holandia   | Intermarché-Circus-Wanty | + 31"       |
| 6. | Marc Hirschi         | Szwajcaria | UAE Team Emirates        | + 31"       |
| 7. | Matej Mohorič        | Słowenia   | Bahrain Victorious       | + 33"       |
| 8. | Axel Zingle          | Francja    | Cofidis                  | + 34"       |
| 9. | Matteo Trentin       | Włochy     | UAE Team Emirates        | + 36"       |
| 10. | Søren Kragh Andersen | Dania      | Alpecin-Deceuninck       | + 40"       |

| Klasyfikacja punktowa | Klasyfikacja punktowa | Klasyfikacja punktowa | Klasyfikacja punktowa    | Klasyfikacja punktowa |
| Kolarz                | Kolarz                | Państwo               | Drużyna                  | Punkty                |
| --------------------- | --------------------- | --------------------- | ------------------------ | --------------------- |
| 1.                    | Arnaud De Lie         | Belgia                | Lotto Dstny              | 70 pkt                |
| 2.                    | Jasper Philipsen      | Belgia                | Alpecin-Deceuninck       | 65 pkt                |
| 3.                    | Matej Mohorič         | Słowenia              | Bahrain Victorious       | 52 pkt                |
| 4.                    | Tim Wellens           | Belgia                | UAE Team Emirates        | 50 pkt                |
| 5.                    | Olav Kooij            | Holandia              | Jumbo-Visma              | 47 pkt                |
| 6.                    | Tim Merlier           | Belgia                | Soudal Quick-Step        | 44 pkt                |
| 7.                    | Yves Lampaert         | Belgia                | Soudal Quick-Step        | 43 pkt                |
| 8.                    | Mike Teunissen        | Holandia              | Intermarché-Circus-Wanty | 42 pkt                |
| 9.                    | Matteo Trentin        | Włochy                | UAE Team Emirates        | 40 pkt                |
| 10.                   | Jasper Stuyven        | Belgia                | Lidl-Trek                | 34 pkt                |

| Klasyfikacja punktowa | Klasyfikacja punktowa | Klasyfikacja punktowa | Klasyfikacja punktowa    | Klasyfikacja punktowa |
| Kolarz                | Kolarz                | Państwo               | Drużyna                  | Punkty                |
| --------------------- | --------------------- | --------------------- | ------------------------ | --------------------- |
| 1.                    | Arnaud De Lie         | Belgia                | Lotto Dstny              | 70 pkt                |
| 2.                    | Jasper Philipsen      | Belgia                | Alpecin-Deceuninck       | 65 pkt                |
| 3.                    | Matej Mohorič         | Słowenia              | Bahrain Victorious       | 52 pkt                |
| 4.                    | Tim Wellens           | Belgia                | UAE Team Emirates        | 50 pkt                |
| 5.                    | Olav Kooij            | Holandia              | Jumbo-Visma              | 47 pkt                |
| 6.                    | Tim Merlier           | Belgia                | Soudal Quick-Step        | 44 pkt                |
| 7.                    | Yves Lampaert         | Belgia                | Soudal Quick-Step        | 43 pkt                |
| 8.                    | Mike Teunissen        | Holandia              | Intermarché-Circus-Wanty | 42 pkt                |
| 9.                    | Matteo Trentin        | Włochy                | UAE Team Emirates        | 40 pkt                |
| 10.                   | Jasper Stuyven        | Belgia                | Lidl-Trek                | 34 pkt                |

| Klasyfikacja młodzieżowa | Klasyfikacja młodzieżowa | Klasyfikacja młodzieżowa | Klasyfikacja młodzieżowa | Klasyfikacja młodzieżowa |
| Kolarz                   | Kolarz                   | Państwo                  | Drużyna                  | Czas                     |
| ------------------------ | ------------------------ | ------------------------ | ------------------------ | ------------------------ |
| 1.                       | Arnaud De Lie            | Belgia                   | Lotto Dstny              | 15h 52' 56"              |
| 2.                       | Nicolo Buratti           | Włochy                   | Bahrain Victorious       | + 5' 41"                 |
| 3.                       | Dries De Pooter          | Belgia                   | Intermarché-Circus-Wanty | + 5' 42"                 |
| 4.                       | Thibau Nys               | Belgia                   | Lidl-Trek                | + 6' 47"                 |
| 5.                       | Olav Kooij               | Holandia                 | Jumbo-Visma              | + 9' 34"                 |
| 6.                       | Casper van Uden          | Holandia                 | Team DSM-Firmenich       | + 9' 36"                 |
| 7.                       | Ben Tulett               | Wielka Brytania          | Ineos Grenadiers         | + 11' 28"                |
| 8.                       | Frederik Wandahl         | Dania                    | Bora-Hansgrohe           | + 12' 10"                |
| 9.                       | Laurence Pithie          | Nowa Zelandia            | Groupama-FDJ             | + 12' 42"                |
| 10.                      | Milan Fretin             | Belgia                   | Team Flanders-Baloise    | + 15' 54"                |

| Klasyfikacja młodzieżowa | Klasyfikacja młodzieżowa | Klasyfikacja młodzieżowa | Klasyfikacja młodzieżowa | Klasyfikacja młodzieżowa |
| Kolarz                   | Kolarz                   | Państwo                  | Drużyna                  | Czas                     |
| ------------------------ | ------------------------ | ------------------------ | ------------------------ | ------------------------ |
| 1.                       | Arnaud De Lie            | Belgia                   | Lotto Dstny              | 15h 52' 56"              |
| 2.                       | Nicolo Buratti           | Włochy                   | Bahrain Victorious       | + 5' 41"                 |
| 3.                       | Dries De Pooter          | Belgia                   | Intermarché-Circus-Wanty | + 5' 42"                 |
| 4.                       | Thibau Nys               | Belgia                   | Lidl-Trek                | + 6' 47"                 |
| 5.                       | Olav Kooij               | Holandia                 | Jumbo-Visma              | + 9' 34"                 |
| 6.                       | Casper van Uden          | Holandia                 | Team DSM-Firmenich       | + 9' 36"                 |
| 7.                       | Ben Tulett               | Wielka Brytania          | Ineos Grenadiers         | + 11' 28"                |
| 8.                       | Frederik Wandahl         | Dania                    | Bora-Hansgrohe           | + 12' 10"                |
| 9.                       | Laurence Pithie          | Nowa Zelandia            | Groupama-FDJ             | + 12' 42"                |
| 10.                      | Milan Fretin             | Belgia                   | Team Flanders-Baloise    | + 15' 54"                |

### Klasyfikacja drużynowa
| Klasyfikacja drużynowa | Klasyfikacja drużynowa   | Klasyfikacja drużynowa       | Klasyfikacja drużynowa |
| Drużyna                | Drużyna                  | Państwo                      | Czas                   |
| ---------------------- | ------------------------ | ---------------------------- | ---------------------- |
| 1.                     | UAE Team Emirates        | Zjednoczone Emiraty Arabskie | 47h 36' 57"            |
| 2.                     | Lotto Dstny              | Belgia                       | + 29"                  |
| 3.                     | Soudal Quick-Step        | Belgia                       | + 1' 39"               |
| 4.                     | Bahrain Victorious       | Bahrajn                      | + 1' 51"               |
| 5.                     | Intermarché-Circus-Wanty | Belgia                       | + 1' 51"               |
| 6.                     | EF Education-EasyPost    | Stany Zjednoczone            | + 2' 32"               |
| 7.                     | AG2R Citroën Team        | Francja                      | + 2' 55"               |
| 8.                     | Lidl-Trek                | Stany Zjednoczone            | + 3' 42"               |
| 9.                     | Israel-Premier Tech      | Izrael                       | + 4' 46"               |
| 10.                    | Ineos Grenadiers         | Wielka Brytania              | + 5' 59"               |

### Liderzy klasyfikacji
| Etap   |                            | Pierwsze miejsce _ | Klasyfikacja generalna | Punktowa         | Młodzieżowa    | Najaktywniejszych | Drużynowa _       |
| ------ | -------------------------- | ------------------ | ---------------------- | ---------------- | -------------- | ----------------- | ----------------- |
| 1      | płaski                     | Jasper Philipsen   | Jasper Philipsen       | Jasper Philipsen | Olav Kooij     | Ludovic Robeet    | Cofidis           |
| 2      | jazda indywidualna na czas | Joshua Tarling     | Joshua Tarling         | Joshua Tarling   | Joshua Tarling | Ludovic Robeet    | Ineos Grenadiers  |
| 3      | pagórkowaty                | Mike Teunissen     | Tim Wellens            | Tim Wellens      | Arnaud De Lie  | Ludovic Robeet    | UAE Team Emirates |
| 4      | płaski                     | Sam Welsford       | Tim Wellens            | Arnaud De Lie    | Arnaud De Lie  | Aaron Van Poucke  | UAE Team Emirates |
| 5      | pagórkowaty                | Matej Mohorič      | Tim Wellens            | Arnaud De Lie    | Arnaud De Lie  | Aaron Van Poucke  | UAE Team Emirates |
| Koniec | Koniec                     |                    | Tim Wellens            | Arnaud De Lie    | Arnaud De Lie  | Aaron Van Poucke  | UAE Team Emirates |